# Tudor (hodinky)
Tudor je švýcarská značka hodinek, která byla registrována roku 1926 firmou Veuve de Philippe Hüther, od které ji roku 1936 převzal Hans Wilsdorf, zakladatel značky Rolex. Značka vznikla za účelem vyrábět kvalitní hodinky za dostupnější cenu než Rolex. Hodinky jsou původně osazovány strojky externích dodavatelů. Od roku 2017 používají kromě strojků ETA i vlastní strojky. 

## Historie
1926 - Značku registrovala firma Veuve de Philippe Hüther.
1932 - První model hodinek Tudor
1936 - Značku přebral Hans Wilsdorf a v logu značky se objevuje tudorovská růže.
1946 - Hodinky jsou vyráběny pod firmou Montres TUDOR S.A.
1952 - Představen model Tudor OYSTER PRINCE, využívající klasické voděodolné pouzdro Oyster značky Rolex.
1960 - Změna loga. Místo tudorovské růže se na hodinkách objevuje symbol štítu z brnění.
2011 - Značka se stává oficiálním partnerem času výrobce závodních motorek Ducati. Při té příležitosti vzniká nový model hodinek Fastrider.
2015 - Hodinky jsou poháněny vlastními manufakturními strojky a strojky ETA.

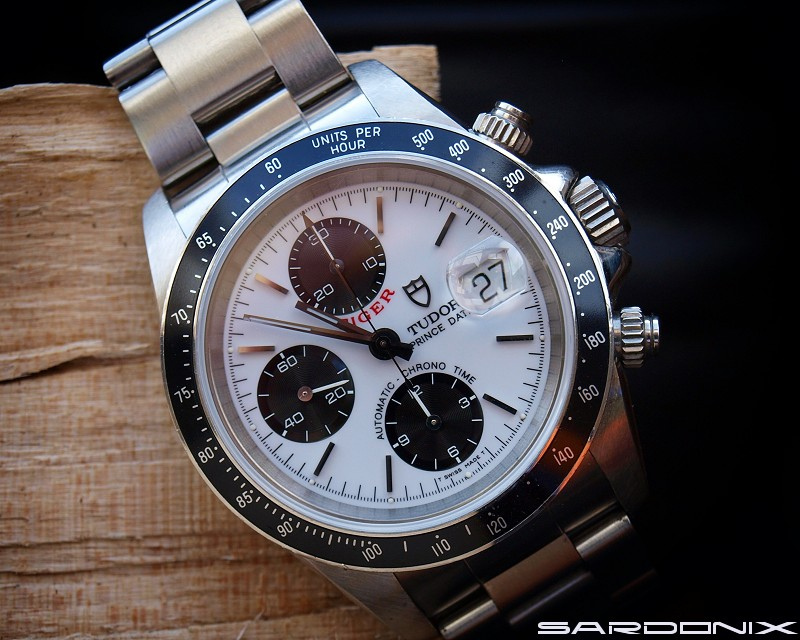
Tudor Tiger watch

2017 - Ambasadorem značky se stává novozélandská ragbyová reprezentace All Blacks.